# Repozytorium Cyfrowe Biblioteki Narodowej
Repozytorium Cyfrowe Biblioteki Narodowej (RCBN) – oprogramowanie wytworzone dla Biblioteki Narodowej, którego celem jest zapewnienie wsparcia w procesie digitalizacji, gromadzenia, zarządzania i archiwizacji zasobów cyfrowych – zarówno powstałych w wyniku digitalizacji, jak i dokumentów posiadających pierwotnie postać cyfrową (born-digital).
W celu uzyskania warstwy tekstowej dokumentu używane są program ABBYY Recognition Server oraz DocWorks. Każdy obiekt ma przypisaną nazwę (UID), tworzone są zbiory w formacie ALTO oraz dodawana jest warstwa tekstowa do formatu PDF. DocWorks umożliwia pozyskanie warstwy tekstowej wzbogaconej  o dodatkową informację o segmentacji tekstu (dla przykładu w wielokolumnowych czasopismach). System umożliwia przeszukiwanie metadanych o publikacji oraz przeszukiwanie pełnotekstowe. 
Do wyświetlania obiektów graficznych używane jest oprogramowanie SeaDragon (format plików Tiled Multi-Resolution).
RCBN jest podstawową bazą danych, z której pobierane są obiekty Polony oraz Academica umożliwiające m.in.  przeszukiwanie danych. W latach 2017–2019 w ramach projektu e-usługa OMNIS planowane jest stworzenie zupełnie nowej wersji RCBN.